# Stefaniola arthrophytumicola
Stefaniola arthrophytumicola är en tvåvingeart som beskrevs av Fedotova 1989. Stefaniola arthrophytumicola ingår i släktet Stefaniola och familjen gallmyggor.
Artens utbredningsområde är Kazakstan. Inga underarter finns listade i Catalogue of Life.